# سماني (ملك)

سماني، أو سا-ما-نو، كان الملكالأشوري التاسع وفقا لقائمة ملوك آشور الذي ذكر فيها أنه الثالث من أصل عشرة في القسم الخاص بالملوك المعروفين الأب'" والذي سمي بقائمة ملوك الأسلاف. وكثيرا ما تم تفسيره على أنها قائمة أسلاف الملك الأموريشمشي أدد الأول الذي غزا مدينة آشور. وتذكر قائمة الملوك أنه ابن وخليفة الملك هالي. وأنه والد هاياني الذي خلفه في الحكم.